# 9362 Miyajima
9362 Miyajima eller 1992 FE1 är en asteroid i huvudbältet som upptäcktes den 23 mars 1992 av de båda japanska astronomerna Kazuro Watanabe och Kin Endate vid Kitami-observatoriet. Den är uppkallad efter Kazuhiko Miyajima.
Asteroiden har en diameter på ungefär 9 kilometer.